# Maria d'Evreux
Maria d'Évreux (1303 - 31 d'octubre de 1335) va ser la filla gran de Lluís d'Evreux i la seva esposa Margarida d'Artois, per tant membre de la segona generació de la Casa d'Évreux (branca de la Dinastia dels Capets).

## Biografia
Fou duquessa de Brabant pel seu matrimoni amb Joan III de Brabant, tot i que la seva pròpia àvia paterna era Maria de Brabant, per tant, besneta d'Enric III de Brabant i cosina germana del seu marit.
Maria va ser la major dels cinc fills dels seus pares. Els germans menors de Maria van ser:
- Carles d'Evreux, senyor i més tard comte d'Étampes
- Felip d'Evreux, rei consort de Navarra pel seu matrimoni amb Joana II de Navarra.
- Margarida d'Évreux, esposa de Guillem XII d'Alvèrnia i mare de Joana I d'Alvèrnia, reina consort de França.
- Joana d'Evreux, reina consort de França i de Navarra pel seu matrimoni amb Carles IV de França i I de Navarra.

## Descendència
Del seu matrimoni amb Joan III de Brabant van néixer:
- Joana de Brabant (1322-1406), duquessa de Brabant i Limburg[1]
- Margarida de Brabant (1323-1380), casada amb Lluís II de Flandes[1]
- Maria de Brabant (1325-1399), casada amb Reginald III, últim duc de Güeldres abans de la guerra de successió del Ducat de Güeldres.
- Enric de Brabant (-1349), hereu al ducat de Brabant i Limburg, promès amb Joana de Valois.
- Godofreu de Brabant, mort en la infància.
- Joan de Brabant, mort en la infància.